# Niccolò Semitecolo

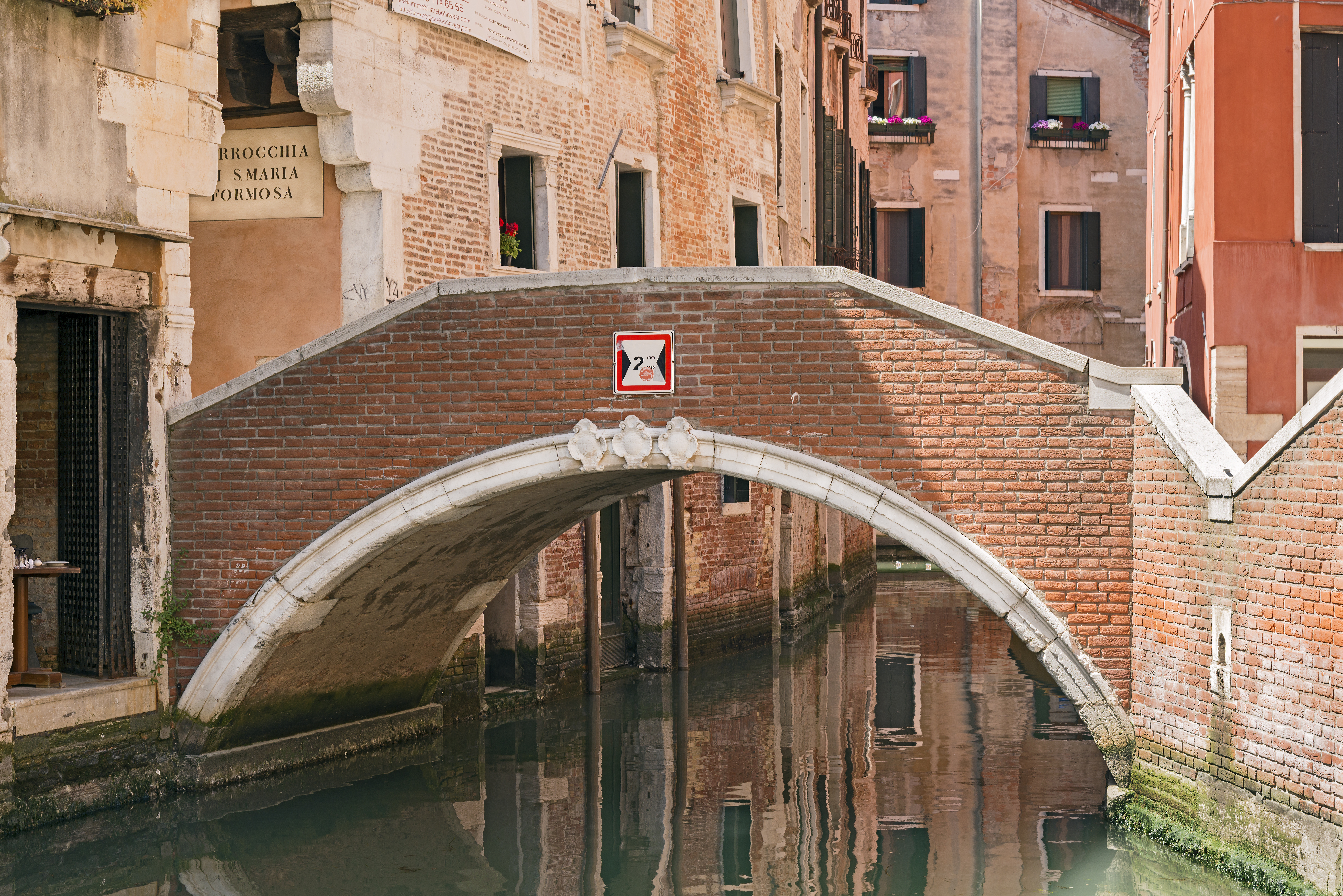
Ponte del Paradiso

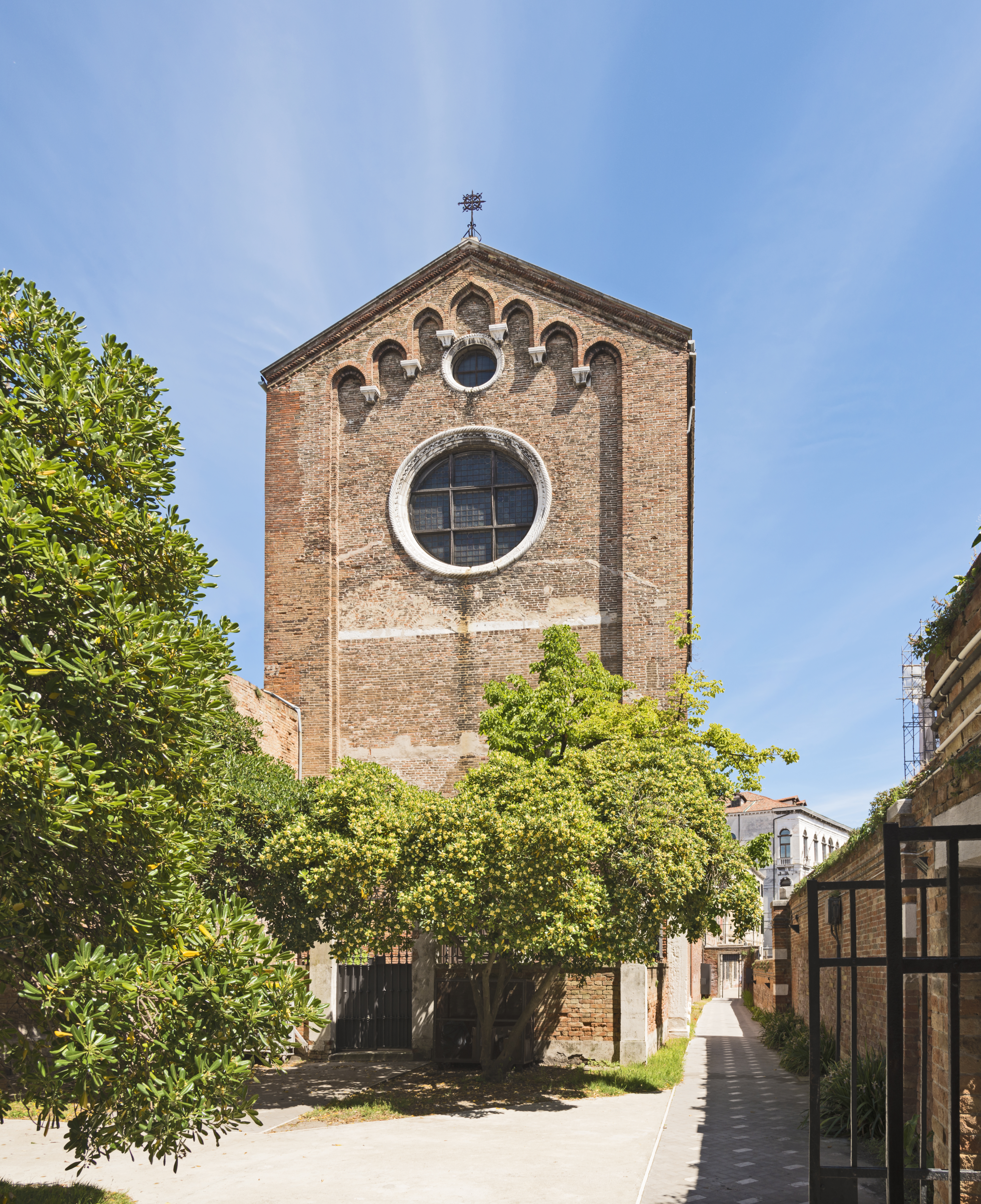
Chapelle del Volto Santo, Venise

Niccolò Semitecolo dit Nicoletto (Venise), actif de 1353 à 1370 est un peintre italien du XIVe siècle qui a été actif principalement à Padoue et à Venise.

## Biographie
Niccolò Semitecolo habitait à Venise au lieu-dit Ponte del Paradiso (pont du paradis) et signait ses œuvres du nom Nicolaus Paradisi ou encoreNiccolò Paradiso depentor.
Des décorations de sa main se trouvaient à Venise, sous la voûte de l'oratoire dei Lucchesi, qui fut détruit par un incendie en 1769.
En 1370 il peignit l'Istoria del Volto Santo per la Confraternita dell'Oratorio dei Lucchesi. La Chapelle  del Volto Santo, dite dei Lucchesi, se situe à proximité de l'ancien église Santa Maria dei Servi (Sestiere de Cannaregio).
Dans la sacristie de la Cathédrale de Padoue se trouve son œuvre la plus connue, Due Cristiani davanti ai Giudici (Deux chrétiens devant les juges).
Niccolò Semitecolo, par ses peintures, semble avoir été influencé par Giotto.

## Œuvres
- Deux chrétiens devant les juges (1367), Tempera sur bois de 65 cm × 72 cm, sacristie, Cathédrale de Padoue.
- Istoria del Volto Santo (1370), Confraternita dell'Oratorio dei Lucchesi, Venise.